# Allô la planète
Avant de devenir une webradio consacrée au voyage, à l'aventure et à l'expatriation, Allô la planète  était un concept d'émission de radio créé en 2003 et diffusé mondialement, basé sur les témoignages en direct d'auditeurs appelant de tous les continents.
L'émission a pour principe de recevoir des appels d'auditeurs du monde entier qui racontent leurs voyages, leur travail, les expériences qu'ils vivent au quotidien, l'actualité des pays qu'ils traversent ou dans celui où ils se sont installés.
Il y avait aussi quotidiennement une bouteille à la mer : quand un auditeur partait à l'étranger, il demandait au cours de l'émission, aux auditeurs qui habitent encore ou ont habité ce pays, des renseignements lui permettant d'y trouver un logement ou de connaître quelques notions utiles à l'adaptation locale.

## Histoire
D'abord lancée en 2003 sur un grand nombre de radios différentes, et par satellite, elle a connu une première interruption après quelques mois. L'émission a repris au mois de septembre 2006 sur l'antenne de France Inter, de 23h15 à 1h00 du matin, du lundi au jeudi (du lundi au vendredi jusqu'en juin 2009). L'émission, présentée par Éric Lange, a été arrêtée sur France Inter le soir du jeudi 24 juin 2010. Elle a été transférée sur la radio Le Mouv' à partir de la rentrée 2011.
Dans sa première époque en 2003, produite par Grelot Productions (entreprise fondée par Emmanuel Levy), la présentation était assurée par Éric Lange et Malher.
La version 2006-2010 sur France Inter, coproduite et aussi diffusée par les trois autres Radios francophones publiques (Suisse, France, Canada, Belgique), était présentée par Éric Lange, réalisée par Adèle, et assistée d'Anneka Bodocco et Christophe Mager.
L'émission qui connaissait des scores d'audience tout à fait surprenants pour cette tranche horaire n'a pas été renouvelée dans les programmes de France Inter pour la rentrée de septembre 2010. Après quatre saisons, Allô La Planète n'aura pas survécu aux remaniements effectués par la nouvelle direction des programmes de la station
En septembre 2010, l'émission Le Forum sur Le Mouv' reprend le concept d'Allô la Planète, toujours animé par Éric Lange.
En septembre 2011, l'émission reprend son titre original : Allô la Planète.
L’émission quitte l'antenne en décembre 2014.
En septembre 2015, retour sur les ondes sur le réseau Outre-Mer 1re.
En octobre 2016, l'émission refait surface sur le blog de Chapka Assurances. Elle est présentée par Eric Lange durant deux saisons. 
En Janvier 2019, Eric Lange et Stéphane Blaise lance sur le web, la webradio Allô La Planète. Il s'agit d'un média associatif et collaboratif consacré au voyage, à l'aventure et à l'expatriation. La webradio diffuse d'anciennes émissions d'Allô la Planète ainsi que des podcasts de voyageurs et des musiques du monde. Elle produit également une quinzaine d'émissions et de chroniques sur le voyage.
La webradio a lancé l'émission "dans le salon d'Eric Lange" reprenant le principe de l'émission de France Inter. Tous les quinze jours, entre 2019 et 2021, Eric Lange recevait un ou plusieurs voyageurs dans son salon, pour un direct qu'il co-animait avec Florence Fortias. 

## Réalisation
- Producteur et animateur : Éric Lange
- Attachée de production : Anneka Bodocco

## Commentaires et références
1. ↑  Article de Jonathan Ruppen sur RadioActu en 2003
2. ↑  Article-témoin de la coproduction des RFP pour "Allô la planète"
3. ↑  Article du Nouvel Observateur (TéléObs) reprenant tous les noms d'émissions supprimées des programmes de France Inter pour la rentrée de septembre 2010, voir la mention d’Éric Lange en page 2.
4. ↑  « L'émission Allo La Planète est de retour ! », Chapka Assurances,‎ 17 octobre 2016 (lire en ligne, consulté le 31 octobre 2016)